# Циглер, Иван Алексеевич
Ива́н Алексе́евич Ци́глер (фон-Ци́глер) (12 (24) ноября 1874 — не ранее 1918) — русский офицер-артиллерист, полковник (1915). Герой Первой мировой войны.

## Биография
Из потомственных дворян Харьковской губернии, уроженец той же губернии. Православного вероисповедания.
В 1892 году, после получения образования в Полтавском кадетском корпусе, был зачислен в Михайловское артиллерийское училище, по окончании которого в 1895 году произведён в подпоручики и выпущен в 9-ю артиллерийскую бригаду, расквартированную в Полтаве. За выслугу лет в августе 1898 года был произведён в поручики, затем, в августе 1901 года, — в штабс-капитаны.
С июля 1904 года — участник Русско-японской войны в составе 9-й артиллерийской бригады, — командовал полубатареей 1-й батареи. В период войны за подвиги и проявленный героизм был награждён рядом боевых наград, в том числе удостоен Аннинского оружия с надписью «За храбрость». В ноябре 1906 года произведён в капитаны.
В 1912 году окончил курс Офицерской артиллерийской школы успешно.
17 августа 1913 года назначен командующим 5-й батареей 9-й артиллерийской бригады и 31 августа того же года произведен в подполковники.
Был женат на уроженке Харьковской губернии православного вероисповедания, детей не имел.
С июля 1914 года — участник Первой мировой войны во главе своей батареи; был ранен. В августе 1915 года за отличие в делах против неприятеля произведён в полковники.
10 февраля 1916 года, за болезнью, был отчислен от занимаемой должности и назначен в резерв чинов при штабе Минского военного округа. 7 июля 1916 года назначен командиром 1-го дивизиона 29-й артиллерийской бригады, а 28 апреля 1917 года — командующим той же бригадой.

Высочайшим приказом от 19 мая 1915 года было утверждено пожалование Ивану фон-Циглеру ордена Святого Георгия 4-й степени: 
…за то, что со 2-го по 7-е октября 1914 года, командуя дивизионом в боях на р. Сан у д. Висоцко-Ветлин, с явной опасностью для жизни с большим мужеством и хладнокровием умело управлял огнём своих батарей и этим самым отражал атаки превосходных сил противника на боевые участки частей 9-й и 42-й пехотных дивизий; в течение 14-ти суток, командуя батареей при тех же условиях, губительным огнем своей батареи способствовал удержанию важных позиций и переходу в наступление своей пехоты, которое закончилось полной победой. Совершение подвига считать 7-го октября 1914 года.

Высочайшим приказом от 20 ноября 1915 года утверждено пожалование Георгиевского оружия: 
…за то, что в бою 17-го декабря 1914 года у м. Горлицы отправился на передовой наблюдательный пункт, находившийся в передовых частях нашего расположения, и под сильным артиллерийским, ружейным и пулеметным огнем корректировал стрельбу своей батареи, причём, успешно и точно пристрелявшись по важнейшим пунктам неприятельского расположения, содействовал удачной атаке нашей пехоты, взявшей в плен 12 офицеров, 500 нижних чинов и захватившей 1 пулемет.
После Октябрьской революции в Петрограде и распада Российской империи, Иван Алексеевич фон-Циглер служил (в 1918 году) в армии Украинской державы, — помощник командира 13-й лёгкой артиллерийской бригады.
Дальнейшая его судьба не известна.

## Награды
- Орден Святой Анны 4-й степени с надписью «За храбрость» (05.11.1904; утв. ВП 22.01.1906)
- Орден Святого Станислава 3-й степени с мечами и бантом (25.06.1905; утв. ВП 23.02.1906)
- Орден Святой Анны 3-й степени с мечами и бантом (08.07.1905; утв. ВП 29.10.1906, стр. 6)
- Орден Святого Станислава 2-й степени с мечами (08.07.1905; утв. ВП 29.10.1906, стр. 12)
- Медаль «В память русско-японской войны» (1906)
- Медаль «В память 300-летия царствования Дома Романовых» (1913)
- Орден Святой Анны 2-й степени с мечами (ВП 21.01.1915)
- Орден Святого Владимира 4-й степени с мечами и бантом (ВП 14.02.1915)
- Орден Святого Георгия 4-й степени (утв. ВП 19.05.1915)
- Высочайшее благоволение (ВП 04.11.1915), — за отличия в делах против неприятеля
- Георгиевское оружие (утв. ВП 20.11.1915)
- Орден Святого Владимира 3-й степени с мечами (ВП 20.04.1916)

## Комментарии
1. ↑  В списках офицеров РИА и в Высочайших приказах по Военному ведомству Российской империи Иван Алексеевич значился как фон-Циглер.
2. ↑  У Ивана Алексеевича фон-Циглера были братья-офицеры: Алексей Алексеевич фон-Циглер, с которым он в 1907—1914 годах служил в 9-й артиллерийской бригаде, и Михаил Алексеевич фон-Циглер, отставной капитан, призванный в 1914 году на службу и командовавший 448-й пешей Харьковской дружиной, затем служивший в чине подполковника в 411-м пехотном Сумском полку и, позже, — при штабе 9-й армии.
3. ↑  В справочнике Н. Д. Егорова «Русский генералитет в годы Революции и Гражданской войны» ошибочно было указано, что Иван Алексеевич фон-Циглер командовал 9-м Заамурским пограничным пехотным полком, погиб и был посмертно произведён в чин генерал-майора, то есть, ему были ошибочно приписаны данные из биографии Михаила Александровича фон-Циглера.